# マリア・ベルリンスカ
マリア・ベルリンスカ（ウクライナ語: Марія Берлінська、カームヤネツィ＝ポジーリシクィイ、1988年5月19日 - ）はウクライナの女性退役軍人、活動家、ドローン技術の教育者。
「Victory Drone」の創設者であり、ウクライナ軍のためのドローン開発や訓練活動として知られている。

## 活動
ベルリンスカは、「すべての兵士がライフルと同じようにドローンを使用できるようになること」が理想であると語っているが、一方で資金面での課題にも直面している。多くの民間ドローンスクールは寄付に頼って運営されており、訓練プログラムの拡大には追加の資金が必要だという。一般的なクワッドコプタードローンの操縦訓練費用は約35ドルだが、ベルリンスカが支援しているFPVドローンの訓練費用はその6～7倍にのぼるとされる。

### 影響
ベルリンスカに拠点を置く同社の支援により、ウクライナ政府はドローンに対する保証書、関税、付加価値税などを廃止し、税関は付加価値税を軍民両用物品とみなすことをやめた。また、ウクライナがロシアからの脅威に対抗する上でドローン技術が果たす役割を強調し、国際社会に支援を求めている。

## 見解
ウクライナがロシアの脅威からヨーロッパ全体を守っていると強調し、NATO軍の積極的な関与を求める立場を取っている。ベルリンスカは「まだ人生を知らない学生を戦場に送るのは不条理だ。我々はロシアから欧州全体を守っている。だからNATOの軍隊を戦いに参加させる時だ」と訴えている。